# كلورامين-T
الكلورامين-T مركب عضوي بالصيغة CH3C6H4SO2NClNa. يُعرف كل من الملح اللامائي وثلاثي هيدراته. كلاهما مساحيق بيضاء. يستخدم الكلورامين-T ككاشف في التخليق العضوي.

## تفاعلات
يحتوي الكلورامين-تي على الكلور النشط (محب للإلكترون). تفاعله مشابه لتفاعل هيبوكلوريت الصوديوم. المحاليل المائية للكلورامين-T قاعدية قليلاً (الرقم الهيدروجيني عادة 8.5). إن ثابت تفكك الحمض لـ N-كلوروفينيل سلفوناميد C6H5SO2NClH وثيق الصلة هو 9.5.
يتم تحضيره عن طريق أكسدة تولوين سلفوناميد مع هيبوكلوريت الصوديوم، حيث يتم إنتاج الأخير في الموقع من هيدروكسيد الصوديوم والكلور (Cl2):

## استخدامات

### الكاشف في أميدو هيدروكسيل
الأوكسجين شاربلس يحول الألكين إلى كحول أميني قريب. يعتبر الكلورامين-T مصدرًا شائعًا لمكون الأميدو في هذا التفاعل. تعتبر الكحولات الأمينية الجليدية من المنتجات الهامة في التخليق العضوي والفارماكوفر المتكررة في اكتشاف الأدوية.

### مؤكسد
الكلورامين-T مؤكسد قوي. يؤكسد كبريتيد الهيدروجين إلى كبريت وغاز الخردل لإنتاج كبريتيد بلوري غير ضار.
يحول اليود إلى أحادي كلوريد اليود. يخضع أحادي كلوريد اليود بسرعة لاستبدال كهربائي في الغالب بحلقات عطرية منشطة، مثل تلك الموجودة في التيروزين من الأحماض الأمينية. وهكذا، يستخدم الكلورامين-T لدمج اليود في الببتيدات والبروتينات. يستخدم الكلورامين-T مع اليودوجين أو اللاكتوبيروكسيديز بشكل شائع لوصف الببتيدات والبروتينات بنظائر اليود المشع.

## شهادات
- EN 1276  مبيد للجراثيم
- EN 13713 مبيد للجراثيم
- EN 14675 فيروسي
- EN 14476 نوروفيروس الفيروسي
- EN 1650  مبيد الفطريات
- EN 13704 المطثية العسيرة المبيد للابواغ

## روابط خارجية
- M. Shetty, T. B. Gowda (2004). "A Study of Substituent Effect on the Oxidative Strengths of N-Chloroarenesulphonamides: Kinetics of Oxidation of Leucine and Isoleucine in Aqueous Acid Medium". Zeitschrift für Naturforschung. ج. 59: 63–72. DOI:10.1515/znb-2004-0110. S2CID:46154131.
- Chemicalland21.com: Chloramine T (Tosylchloramide sodium)
- InChem.org: Chloramine T
- "Disifin USA". مؤرشف من الأصل في 2009-12-25. اطلع عليه بتاريخ 2010-02-09.